# زوال بشری
زوال بشری (به ژاپنی: 人間失格, Ningen Shikkaku) نوشتهٔ اوسامو دازای در سال ۱۹۴۸ منتشر شد. این رمان تأثیرگذارترین کتاب دازای است که پس از مرگ او منتشر شد.

## دربارهٔ کتاب
زوال بشری داستانی اعتراف‌گونه از زندگی خودِ او دارد.
یوزو؛ شخصیت محوری، فردی است که از انسان‌ها می‌ترسد و از آن‌ها گریزان است. او شخصیت و افکارش را پشت نقابی همیشه خندان استتار کرده و دائماً برای آنکه در چاله‌های سیاهِ پیش روی زندگی نکبت‌بارش فرو نرود به سمتی فرار می‌کند یا به چیزی چنگ می‌زند. اما آنقدر همین آدم‌ها و جامعه بر او تأثیر می‌گذارند و بازی‌اش می‌دهند که رفته‌رفته در سراشیبی تاریک انهدامِ خودش می‌افتد. او ذره ذره با فساد و ابتذال یکی می‌شود. خودش می‌شود شبیه همان انسان‌هایی که ازشان فراری بود. فرد جامعه‌گریزی که با جامعه یکی می‌شود. درست شکل سایه‌ای که وقتی کامل به میان تاریکی برود، دیگر دیده نمی‌شود و خودش می‌شود بخشی از آن تاریکی.
اوسامو دازای این مسیر را طوری پیش می‌برد که متوجه نمی‌شوید شروع مرز بین آبادی و ویرانی کجاست و این انحطاط دقیقه در چه مرحله‌ای شکل گرفته. این مسیر همهٔ ماست که به‌واسطه آرام بودنش متوجه آن نیستیم.
در واقع طبق عقیده دازای، در پسِ ذهن انسان سایه تاریک و شبح‌واری وجود دارد که او را هدایت می‌کند. به کدام سمت؟ به سمت زوال، تاریکی، پوچی و ابتذال. این سایه فارغ از جامعه است، فارغ از اقتصاد، فارغ از سیاست، فارغ از دین، خیر و شر یا مسائل اخلاقی. گویی این سایه موجودیتی کاملاً مستقل دارد و کار خودش را می‌کند. زوال، مسیری است که هر انسان طی می‌کند و از روشنی به مرور تیره‌تر می‌شود و بیشتر در ابتذال فرومی‌رود.
«زوال بشری در میان نسل جوان محبوبیت ویژه‌ای دارد، و در ژاپن به‌عنوان دومین رمان پرفروش پس از کوکورو سوسه‌کی است.»